# Klosterkirche Seligenthal (Landshut)

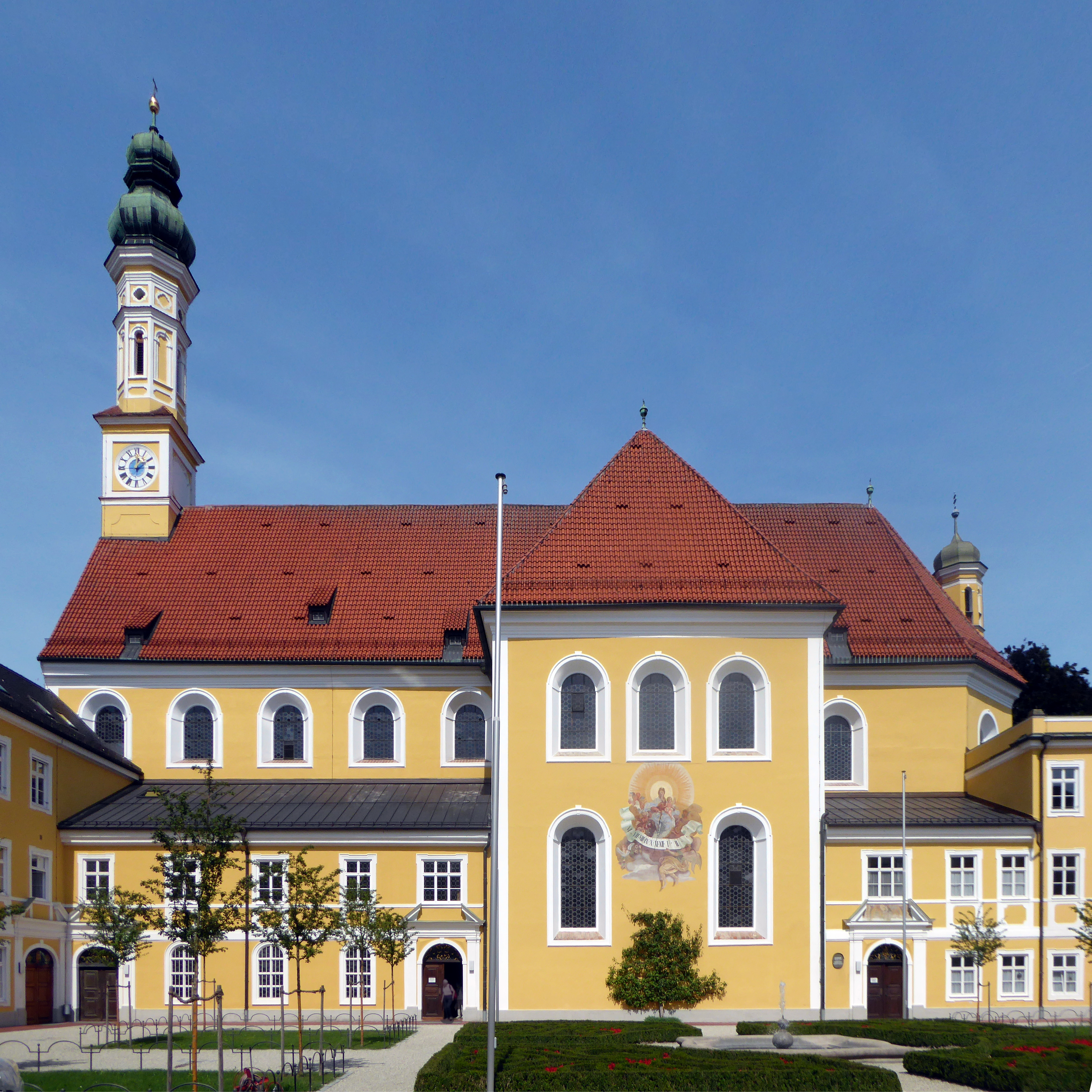
Außenansicht der Klosterkirche Seligenthal von Süden

Die römisch-katholische Klosterkirche Seligenthal gehört zur Zisterzienserinnenabtei Seligenthal in Landshut. Wie bei Kirchen des Zisterzienserordens üblich, ist die Klosterkirche Seligenthal eine Marienkirche. Sie besitzt das Patrozinium Mariä Himmelfahrt (Gedenktag: 15. August).

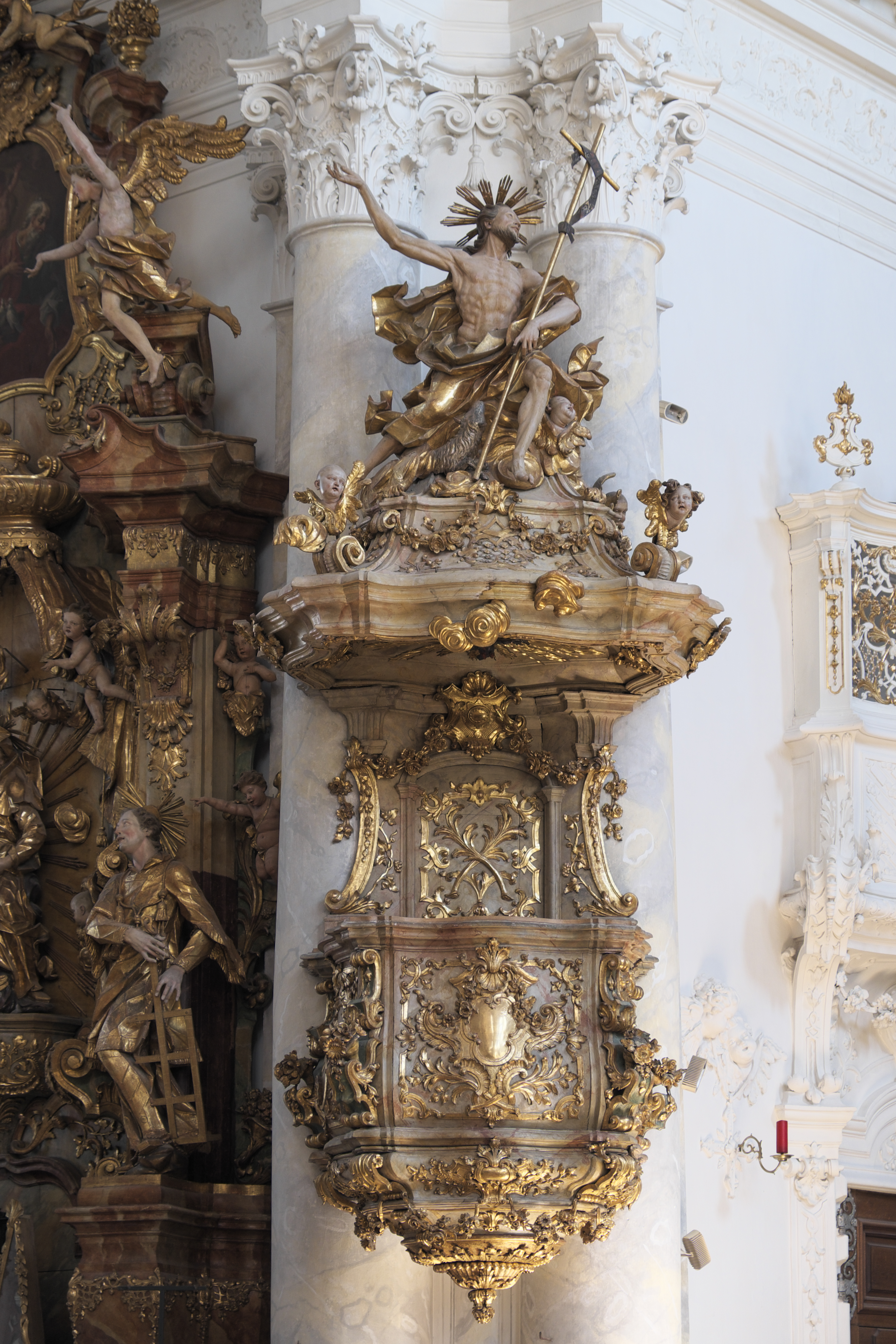
Kanzel

Der im Kern einschiffige, romanische Bau wurde bald nach der Klostergründung durch Herzogin Ludmilla von Bayern im Jahr 1232 begonnen. In den Jahren 1732 bis 1734 wurde er nach den Plänen von Johann Baptist Gunetzrhainer durch Johann Georg Hirschstötter mittels Anbau eines Querschiffs zum Zentralbau umgestaltet. Aus der gleichen Zeit datiert die qualitätvolle Ausstattung im frühen Rokoko-Stil. Der Stuck und die Fresken wurden von Johann Baptist Zimmermann und dessen beiden Söhnen ausgeführt, die Bildhauerarbeiten stammen aus der Werkstatt von Wenzeslaus Jorhan, die Altaraufbauten wurden von dem Zisterzienserbruder Kaspar Grießemann aus dem Kloster Aldersbach geschaffen. Während der Kirchenbau inmitten der Klosteranlage von außen weitgehend unsichtbar ist, ragt der schlanke, barocke Turm mit doppelter Zwiebelkuppel, der 1698 entstand, hoch über die umliegenden Gebäude der Abtei.
Neben der Klosterkirche Mariä Himmelfahrt gehört zur Abtei Seligenthal auch die Afrakapelle, die bis zur Fertigstellung der Klosterkirche im Jahr 1259 als Provisorium diente.

## Geschichte
Bald nach der Klostergründung durch Herzogin Ludmilla von Bayern im Jahr 1232 begonnen, wurde der ursprünglich romanische Bau am 28. September 1259 durch Bischof Heinrich von Chiemsee geweiht. Ob er zu diesem Zeitpunkt bereits vollendet war, lässt sich heute nicht mehr rekonstruieren. Gemäß den Regeln des Zisterzienserordens war die einschiffige Kirche – damals noch ohne Querschiff – schlicht gehalten: das Mauerwerk war außen wie innen unverputzt; der Innenraum wurde von einer Flachdecke überspannt, die etwas niedriger als das heutige Gewölbe angesetzt war; der Chor besaß einen geraden Schluss. Unter Anna Reisacher, die von 1617 bis 1634 Äbtissin von Seligenthal war, wurde die Kirche im Spätrenaissance-Stil umgebaut und eingewölbt. Um 1646 befanden sich in der Kirche zwei Altäre.
Gegen Ende des 17. Jahrhunderts war der mit einem Spitzhelm versehene Turm baufällig geworden. Im Jahr 1698 wurde er etwa ab Firsthöhe neu errichtet und erhielt seine heutige barocke Form. Der untere, in das Langhaus einspringende Teil des Turmes blieb erhalten. Aus den Klosterannalen ist überliefert, dass der Baumeister zugleich bei den Jesuiten in Landshut einen Bau errichtet habe. Daher kommen Wolf Ehehamb und Georg Felix Hirschstötter in Frage.
Nur wenig später hielt man die Klosteranlage insgesamt für baufällig. Im Jahr 1727 ersuchte das Kloster den Guardian der Franziskaner, mit seinem Baumeister Frater Gebhard die Klostergebäude zu besichtigen. Dieser befand den Baubestand des Klosters Seligenthal für gut, den Zustand der Klosterkirche hielt er jedoch für bedenklich. Am 10. März 1732 begann ein durchgreifender Umbau der Kirche nach den Plänen von Johann Baptist Gunetzrhainer. Die Bauausführung oblag dem Landshuter Hofmaurermeister Johann Georg Hirschstötter. Die Umfassungsmauern und der Turm blieben bestehen. Zumindest der Chorschluss wurde jedoch gänzlich neu errichtet. Durch den Anbau eines Querschiffs wurde die Kirche zum Zentralbau umgewandelt. Zur selben Zeit erhielt die Kirche ihre heutige Ausstattung im frühen Rokoko-Stil. Den Stuck und die Deckenfresken schuf der Münchner Hofstuckateur Johann Baptist Zimmermann zusammen mit seinen beiden Söhnen. Egid Quirin Asam, der sich ebenfalls um die Ausführung dieser Arbeiten beworben hatte, kam nicht zum Zuge. Die Bildhauerarbeiten führte Wenzeslaus Jorhan aus Griesbach aus. Im Oktober 1734 schuf er die Plastiken für Hochaltar und Kanzel, die Figuren für die übrigen Altäre folgten bis 1739. Eventuell war auch der in Landshut ansässige Bildhauer Ferdinand Anton Hiernle beteiligt. Die Altäre und die Kanzel selbst, die Chorschranken und viele andere Ausstattungsstücke schuf Frater Kaspar Grießemann aus dem Kloster Aldersbach, der mit sechs Schreinern und zwei Bildhauern die gesamte Zeit des Umbaus begleitete. Die Steinmetzarbeiten besorgte ein Meister aus Salzburg. Im Herbst 1734 war der Umbau weitgehend fertiggestellt.

## Architektur
Die Kirche ist insgesamt rund 50 Meter lang, 25 Meter breit und 20 Meter hoch.

### Außenbau
Die Klosterkirche Seligenthal ist eine einschiffige Anlage mit kreuzförmigem Grundriss. Der nach Osten ausgerichtete Chor umfasst ein Joch und den Schluss, der außen dreiseitig und innen halbrund ausgeführt ist. Er hat dieselbe Breite wie das fünfjochige Langhaus. Die kurzen Querarme weisen wiederum die Breite des Langhauses auf. Äußerlich sind sie durch doppelreihige Rundbogenfenster ausgezeichnet. Im Übrigen besitzt die Kirche einreihige Rundbogenfenster. Deren Gewände wird jeweils von einem weißen Profilrahmen umzogen. Ansonsten ist der gelb getünchte Außenbau bis auf weiße Ecklisenen ohne architektonische Gliederung.
Die Fassade des südlichen Querarmes ziert ein qualitätvolles Fresko, das wohl von Johann Baptist Zimmermann geschaffen wurde. Es zeigt die thronende Himmelskönigin Maria inmitten von Engeln und dient zugleich als Sonnenuhr. Das Stundenband wird dem Betrachter von einem Engel entgegengehalten. Das plastisch ausgebildete Zepter Mariens dient als Zeiger.
Westlich in den Bau eingerückt ist ein den Ordensvorschriften entsprechend schlanker Turm, der bei einem Umbau im Jahr 1698 seine heutige Form erhielt. Bis knapp über den Dachfirst hinaus reicht der quadratische Unterbau, der noch auf die romanische Anlage zurückgeht. Darüber befindet sich ein hoher barocker Achteckaufsatz mit weißen Ecklisenen. Dieser enthält rundbogige Schallöffnungen mit Keil- und Kämpfersteinen. Darüber erhebt sich ein niedriges, attikaartiges Geschoss mit vierpassförmigen Öffnungen. Den oberen Abschluss bildet eine doppelte Zwiebelkuppel, besetzt mit einem goldenen Taukreuz. Über dem Chorschluss erhebt sich außerdem ein achtseitiger, gemauerter Dachreiter mit einer Kuppel, deren Spitze in etwa bis zur Firsthöhe reicht.
Nördlich an den Chor ist eine zweigeschossige Sakristei angebaut. An der Südseite der Kirche sind zu beiden Seiten des Querschiffs schmale, zweigeschossige Gebäudeflügel angefügt, die im Erdgeschoss jeweils eine Vorhalle zur Kirche enthalten. Deren Zugänge werden von einer Portalarchitektur umrahmt, die aus Putz modelliert ist: je zwei toskanische Pilaster tragen einen Architrav; darüber sind Giebelstücke angeordnet. Nach Westen hin befindet sich in diesem Gebäudeflügel die Preysing-Kapelle.

### Innenraum
Der streng im Goldenen Schnitt proportionierte Innenraum wird von einem Schalgewölbe mit Gurtbögen überspannt, das im Langhaus und im Chorjoch als Tonnengewölbe mit Stichkappen, im Chorschluss als Kappengewölbe ausgeführt ist. In den Kreuzesarmen befinden sich Quertonnen. Die Vierung wird von einer flachen Kuppel auf Hängezwickeln überwölbt. Die Gliederung des Innenraums erfolgt an den Ecken der Vierung und im Chorjoch durch marmorierte Dreiviertelsäulen, im Übrigen durch flache Wandpilaster. Diese sind mit reich verzierten Kompositkapitellen versehen. Sie tragen ein Gebälk mit weit ausladendem Konsolengesims, das den Innenraum vollständig umläuft. Unter dem Gesims verläuft ein mit Rankwerk verziertes Friesband.
Darüber setzt das Gewölbe mit einem gewellten Fuß an. Die Gewölbeflächen sind mit Deckenfresken und qualitätvollem Stuck überzogen, die von Johann Baptist Zimmermann im frühen Rokoko-Stil gestaltet wurden. Die gekehlten Fensterlaibungen sind mit Rankwerk verziert und werden von Muschelwerk bzw. Engelsköpfchen bekrönt. Im Chorjoch befinden sich zu beiden Seiten vorkragende Oratorien, deren gemauerte Brüstungen Medaillons mit vergoldeten Reliefdarstellungen von Puttengruppen enthalten.
Das gesamte Langhaus westlich der Vierung ist vom Nonnenchor überdeckt, der in Form einer Empore mit geschweifter Brüstung angelegt ist. Dieser ruht auf zwei Reihen zu je vier ionisierenden Säulen, wodurch sich im unteren Bereich des Langhauses drei gleich breite Schiffe ergeben. Für den Kirchenbesucher ist nicht unmittelbar ersichtlich, dass der Nonnenchor ungleich tiefer ist als das untere Geschoss. Unten nämlich ist der westliche Teil durch eine Quermauer mit Klausurtüren abgetrennt. Dieser Bereich ist nur vom Kloster aus zugänglich und wird als Agatha-Kapelle bezeichnet.
Die südlich angebaute Preysing-Kapelle, die im Zuge des Barockumbaus durch die Zusammenlegung zweier Kapellenräume (der früheren Preysing-Kapelle und der sogenannten Kärgl-Kapelle) entstand, öffnet sich zum unteren Geschoss des Langhauses hin mittels zweier Rundbögen. Diese sind mit schmiedeeisernen Abschlussgittern mit Aufsatzvoluten aus der Zeit um 1629 versehen. Die beiden Vorhallen an der Südseite besitzen einen rechteckigen Grundriss und sind flach gedeckt. In den abgerundeten Ecken befinden sich Muschelnischen.

## Ausstattung

### Stuck und Fresken
Der qualitätvolle Stuckdekor im frühen Rokoko-Stil wurde im September 1734 durch den Münchner Hofstuckateur Johann Baptist Zimmermann und seine beiden Söhne fertiggestellt. Besonders hervorzuheben sind folgende Gestaltungselemente:
- Die Gurtbögen sind mit länglichen, petrolfarbenen Stuckrahmenfeldern besetzt und mit Bandwerk verziert.[5]
- Die Gewölbekappen im Chorschluss besitzen einen Dekor in Form von Kartuschen mit geschwungener Berandung, die Muschel- und Gitterwerk sowie Blumenranken enthalten. Die gleichen Verzierungen finden sich auch im Chorjoch, hier jedoch zusätzlich mit Blumengehängen.[5]
- Das kreisrunde Fresko in der Vierungskuppel ist von einem Fries mit vergoldetem Bandwerk und Quasten umgeben. Dieser wird über den Bogenscheiteln von Medaillons durchbrochen, die mit Muschel- und Rankwerk sowie Blumenranken verziert sind. Ferner sind die Medaillons mit vollplastischen Putten besetzt und werden von weiteren Engelsköpfchen flankiert. Auf die Medaillons sind die vier Evangelistensymbole Ton-in-Ton aufgemalt: der geflügelte Mensch für Matthäus (Süd), der Löwe für Markus (Nord), der Stier für Lukas (West) und der Adler für Johannes (Ost). In den Hängezwickeln der Vierung sind Stuckreliefs der vier Kirchenväter, die auf Wolken sitzen, zu sehen: Gregor der Große (Nordost), Ambrosius (Südost), Hieronymus (Südwest) und Augustinus (Nordwest), der Gott ein brennendes Herz hinhält.[5][6]
- In den Quertonnen schließen sich an das Scheitelgemälde jeweils beidseits stuckierte Blattgehänge und Kartuschen auf gelbem Brokathintergrund an, die mit Muschel- und Rankwerk verziert sind. Die Kartuschen enthalten hellblaue, Ton-in-Ton gemalte Medaillons, die Darstellungen von Engeln enthalten.[5]
- Das Gewölbe über dem Nonnenchor ist am Scheitel mit einem langgestreckten Stuckrahmenfeld mit geschwungener Berandung verziert. Hier war möglicherweise zunächst ein weiteres Deckenfresko vorgesehen. Stattdessen enthält das große Stuckfeld drei mit Bandwerk verzierte Rosetten. In den Gewölbezwickeln über dem Nonnenchor befinden sich rosafarbene, wiederum Ton-in-Ton gemalte Kartuschen, die Engel mit den in den Psalmen genannten Musikinstrumenten darstellen. Sie sind mit Muschel-, Band- und Rankwerk verziert. In den dazwischenliegenden Stichkappen befindet sich weiterer Stuckdekor in Form von Band- und Gitterwerk sowie Engelsköpfchen.[5]

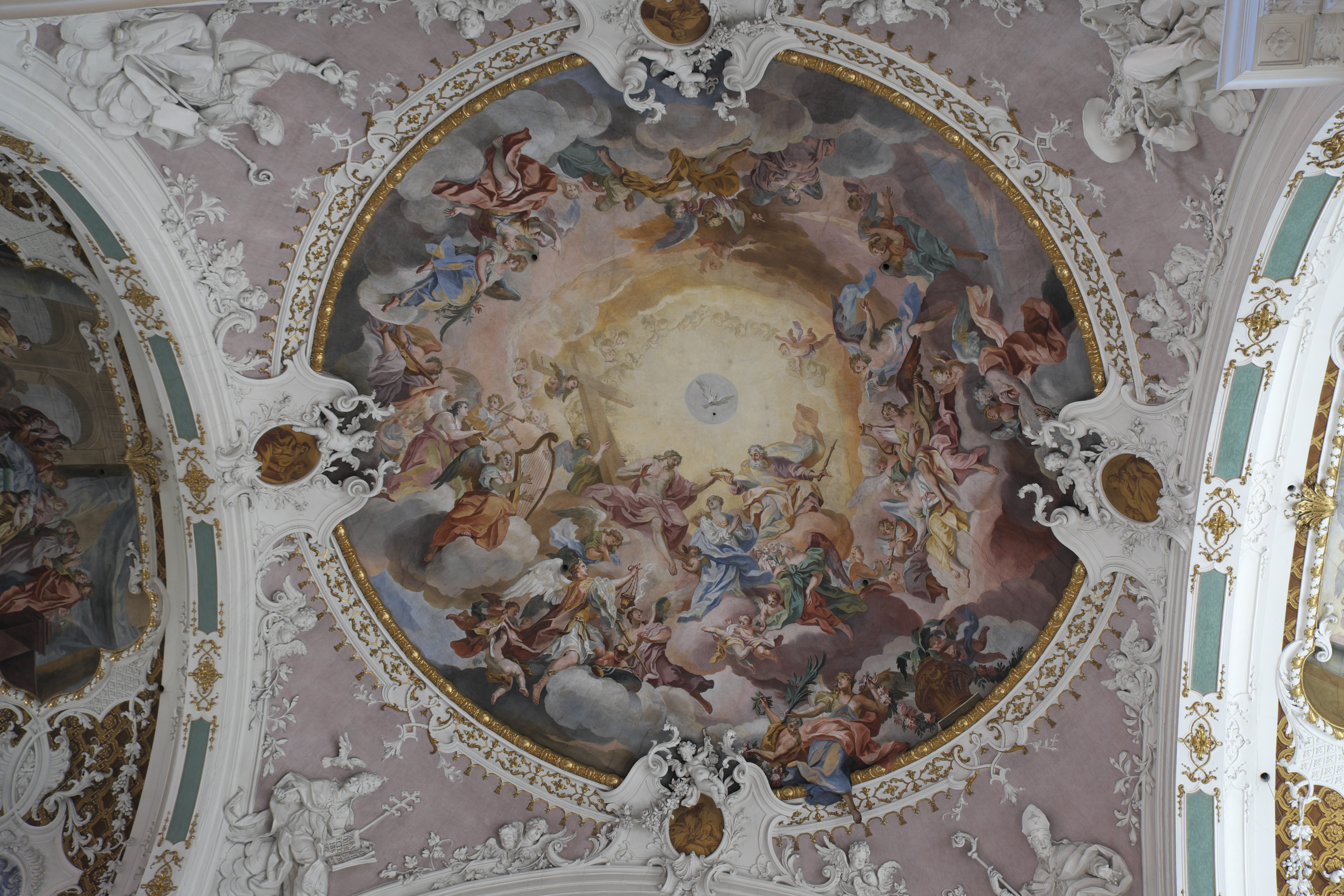
Kuppelfresko

Die Deckenfresken Zimmermanns bilden – passend zum Patrozinium der Klosterkirche – einen Marienzyklus:
1. Im Scheitelgewölbe des südlichen Querarmes ist die Geburt Mariens dargestellt. Der Sternenkranz um den Kopf der Neugeborenen weist auf ihre Heiligkeit hin.[7]
2. Im gegenüberliegenden Querarm ist der Tod Mariens im Kreise der Apostel zu sehen.[7]
3. Das Hochaltarblatt, ebenfalls von Zimmermann geschaffen, enthält die Patroziniumsdarstellung der Himmelfahrt Mariens.[7] (Details folgen bei der Beschreibung des Hochaltares.)
4. Das kreisrunde Fresko in der Vierungskuppel, das größte in der Klosterkirche, zeigt die Krönung Mariens. Rund um die zentrale Szene sind zahlreiche Engel in konzentrischen Kreisen zu sehen, wobei Engel der äußeren Kreise deutlich kontrastreicher dargestellt sind.[7]

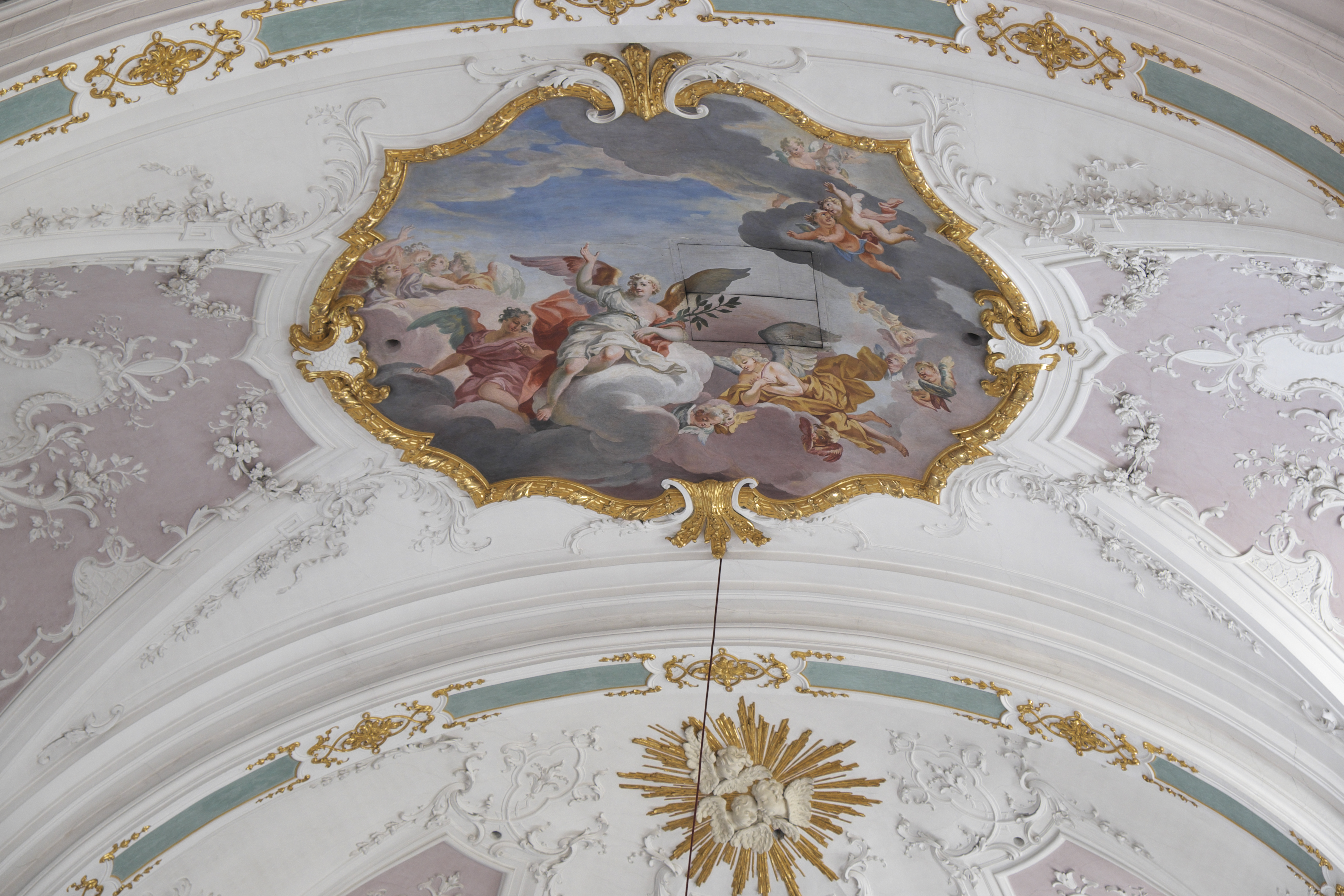
Fresko im Chorjoch

Im Chorjoch zeigt ein weiteres Deckenfresko Zimmermanns, das von einem vergoldeten Bandwerksrahmen umgeben ist, eine Gruppe von Engeln auf Gewölk.
Auch an den westlichen Wänden der Querarme befinden sich allegorische Fresken, welche die Stifterin mit dem Kirchenmodell und eine Grabkammer – ein Hinweis darauf, dass die Klosterkirche auch Begräbnisstätte war – zeigen.

### Altäre
Die fünf Altäre wurden nach Entwürfen des Aldersbacher Zisterzienserbruders Kaspar Grießemann gefertigt. Der Einfluss der Aldersbacher Altäre, die wiederum von dem Passauer Bildhauer Matthias Götz stammen, ist deutlich erkennbar. Alle Seligenthaler Altäre sind in gelben Marmortönen gefasst, Figuren und Schnitzwerk sind vergoldet.

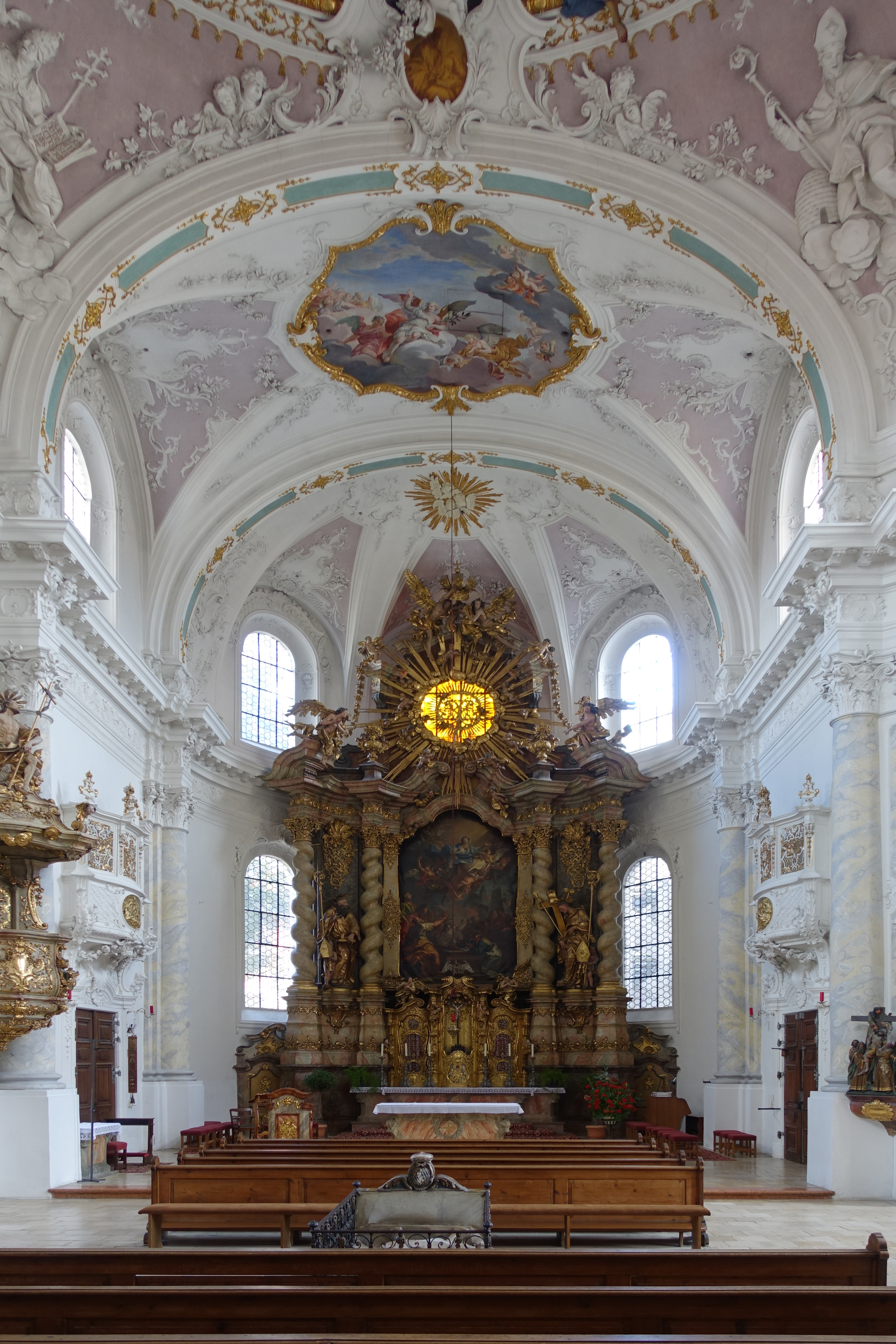
Chor mit Hochaltar

#### Hochaltar
Der stattliche Hochaltar besitzt einen Aufbau aus vier gewundenen Säulen und zwei Pilastern, die ein stark profiliertes Gebälk tragen. Zwischen zwei geschwungenen, engelbesetzten Giebelstücken befindet sich der Auszug mit einer Strahlengloriole rund um das goldene Fenster im Chorscheitel, vor dem ein filigran geschnitztes Marienmonogramm angeordnet ist. Darüber halten zwei Engel eine Krone – ein Motiv, das auch in Aldersbach zu finden ist. Das Altarblatt stammt von Johann Baptist Zimmermann. Es zeigt in kräftigen Farben die Himmelfahrt Mariens. Im unteren Teil des Bildes sind Apostel und Jüngerinnen, die in bewegten Gesten ihrer Erregung Ausdruck verleihen. Im oberen Teil ist die heilige Maria dargestellt, die von einer Wolke in die Höhe getragen wird. Die Wolke trennt den irdischen vom himmlischen Bereich, der von zahlreichen Engeln bevölkert wird. Unter dem Altarblatt ist der vergoldete, dreiteilige Tabernakel angeordnet. Die beiden drehbaren Seitenteile sind mit unterschiedlichen Darstellungen für die verschiedenen Zeiten im Kirchenjahr versehen.
Zwischen den beiden gewundenen Säulen je Seite sind lebensgroße Figuren der Heiligen Benedikt (links) und Bernhard (rechts) angeordnet, die von Wenzeslaus Jorhan geschnitzt wurden. Benedikt hält in der linken Hand seine Regula, die benediktinische Ordensregel („ora et labora“). Auch die Zisterzienser gehören zur benediktinischen Ordensfamilie. Bernhard, einer der für den Orden prägendsten Zisterzienser, umfängt mit seiner Rechten die Leidenswerkzeuge Jesu: Kreuz, Lanze und Stock mit Schwamm.

#### Seitenaltäre
Die Altäre an den Ostseiten der Querarme besitzen eine hohe Sockelzone, die durch weit in den Raum vorgezogene Eckpfeiler eine gewisse Tiefe erzeugt. Auf diesen stehen die Seitenfiguren. Die Aufbauten werden von geschweiften, mit Voluten flankierten Pilastern getragen, vor denen die Seitenfiguren angeordnet sind. Anstelle der Altarblätter befinden sich Figurengruppen unter Baldachinen. Den oberen Abschluss bildet jeweils ein geschweifter Aufsatz, der ein Gemälde enthält und von zwei großen Volutenengeln flankiert wird. Auf den Mensen befinden sich barocke Reliquienschreine, die 1687 aus schwarz gebeiztem Holz gefertigt wurden. Die rund 1,30 Meter langen Schreine haben großzügige gefaste Ecken. Dadurch ist die Schauseite in drei rundbogig geschlossene Felder unterteilt, die von schmalen Streben getrennt werden. Darüber erhebt sich ein Schrägdach mit hohem, kuppelförmigem Aufsatz. Die Silberbeschläge wurden wohl bei der Säkularisation des Klosters 1803 entfernt.
Der linke Seitenaltar (nördlicher Querarm) zeigt an zentraler Stelle eine Anna selbdritt von Wenzeslaus Jorhan, die gleichzeitig mit dem Altar entstanden ist. Rund um die Figuren der heiligen Anna, der heiligen Maria und des Jesuskindes vor einem Strahlenkranz sind zahlreiche Engelsköpfchen angeordnet. Die Seitenfiguren stellen die heiligen Diakone Stephanus (links) und Laurentius (rechts) dar.
Der rechte Seitenaltar (südlicher Querarm) enthält eine spätgotische Figurengruppe aus der Zeit um 1500, die sogenannte Höninger Madonna, wobei die Herkunft dieser Bezeichnung unbekannt ist. Die Figurengruppe wurde 1734 barock überarbeitet. Sie umfasst eine thronende Mutter Gottes mit der Krone auf dem Haupt und dem Zepter in der Rechten sowie das Jesuskind mit der Weltkugel auf dem Schoß Mariens. Auch diese Holzgruppe ist mit einem Strahlenkranz hinterlegt und von zahlreichen Engelsköpfchen umgeben. Als Seitenfiguren fungieren die Apostel Johannes (links) und Jakobus der Ältere (rechts).
Die Altäre an den Stirnseiten der Querarme besitzen je zwei gewundene Säulen und zwei Seitenfiguren, die das große Altarblatt flankieren. Die geschweiften Aufsätze, die zwischen zwei kleinen, engelbesetzten Voluten angeordnet sind, enthalten jeweils ein Gemälde.
Am nördlichen Seitenaltar befindet sich eine Darstellung der Verherrlichung des heiligen Antonin, die etwa gleichzeitig mit dem Altar vom kurfürstlichen Hofmaler George Desmarées geschaffen wurde. Dazu passend befindet sich auf der Mensa ein rund zwei Meter langer Schrein mit Reliquien des Heiligen. Als Seitenfiguren fungieren die heiligen Frauen Katharina (links) und Barbara (rechts).
Das Altarblatt des südlichen Seitenaltares zeigt das Martyrium des heiligen Viktorin. Es wurde 1677 von Franz Josef Geiger geschaffen. Auf der Mensa befindet sich ein rund 2,00 Meter langer und 1,10 Meter hoher Schrein mit sattelförmiger Bedachung, der wiederum Reliquien des Heiligen enthält. Die Seitenfiguren stellen die heiligen Bischöfe Wolfgang, den Bistumspatron von Regensburg, und Eligius, den Patron der Gold- und Silberschmiede, die früher in Landshut eine wichtige Rolle spielten, dar.

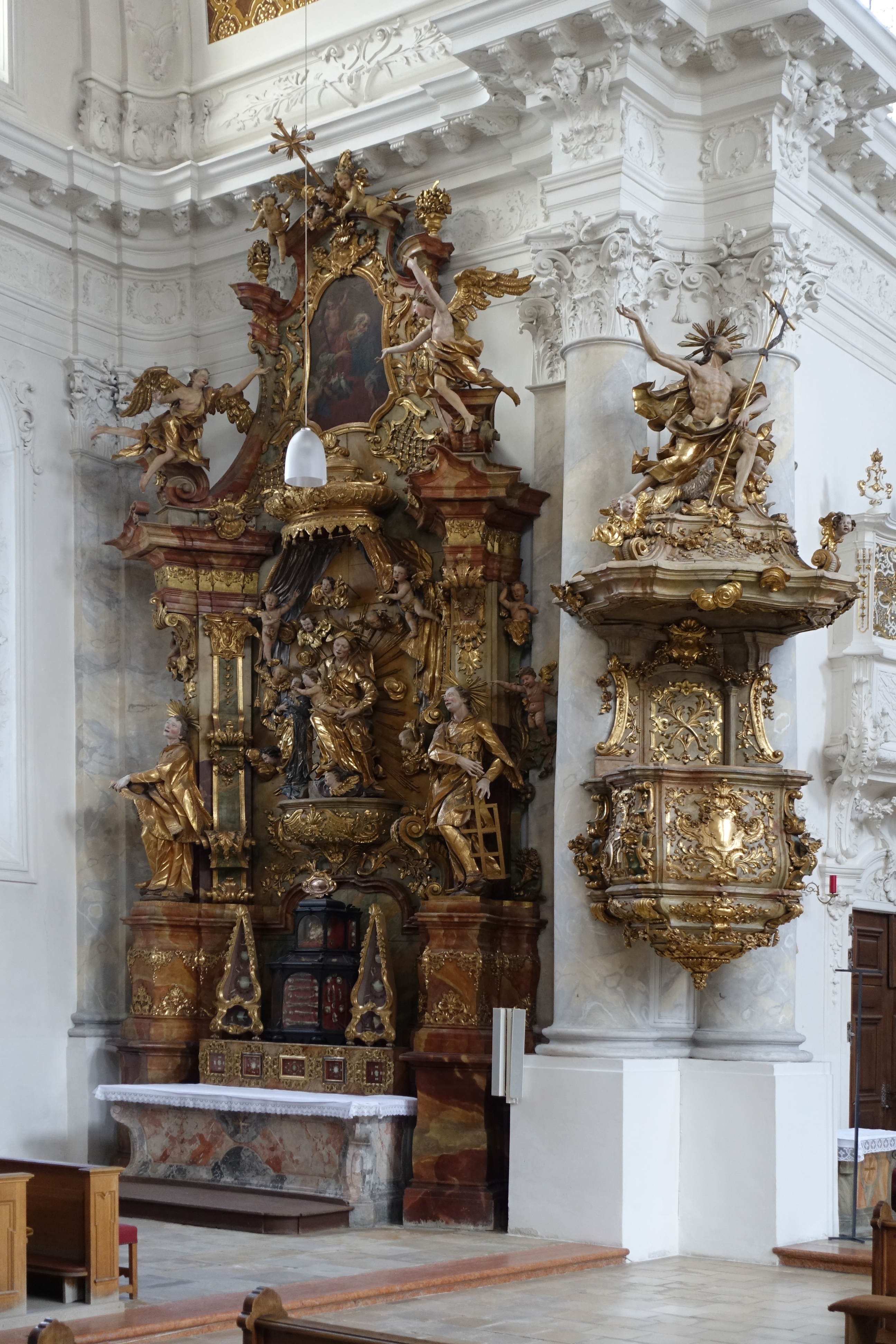
Linker Seitenaltar (nördlicher Querarm) und Kanzel
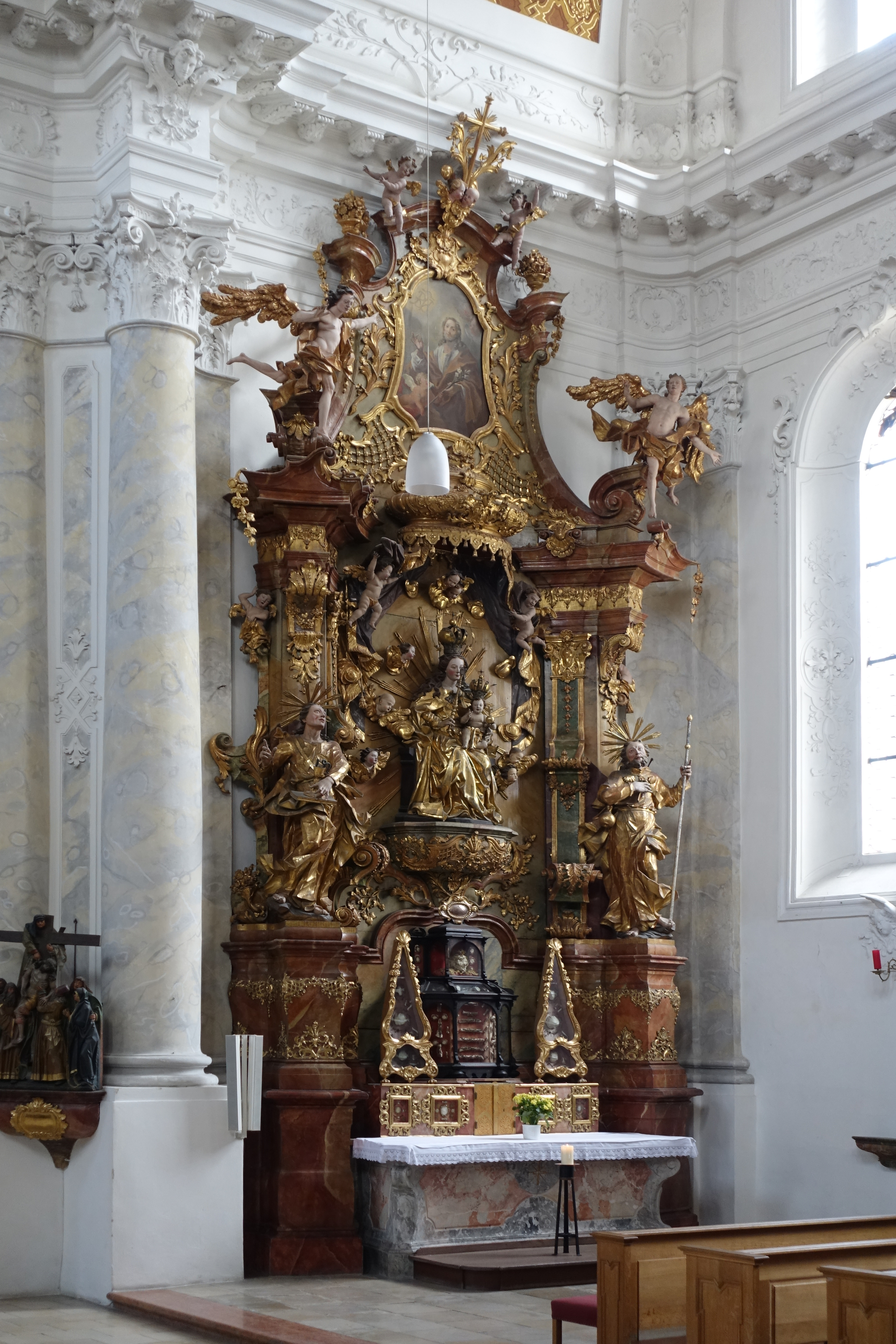
Rechter Seitenaltar (südlicher Querarm)
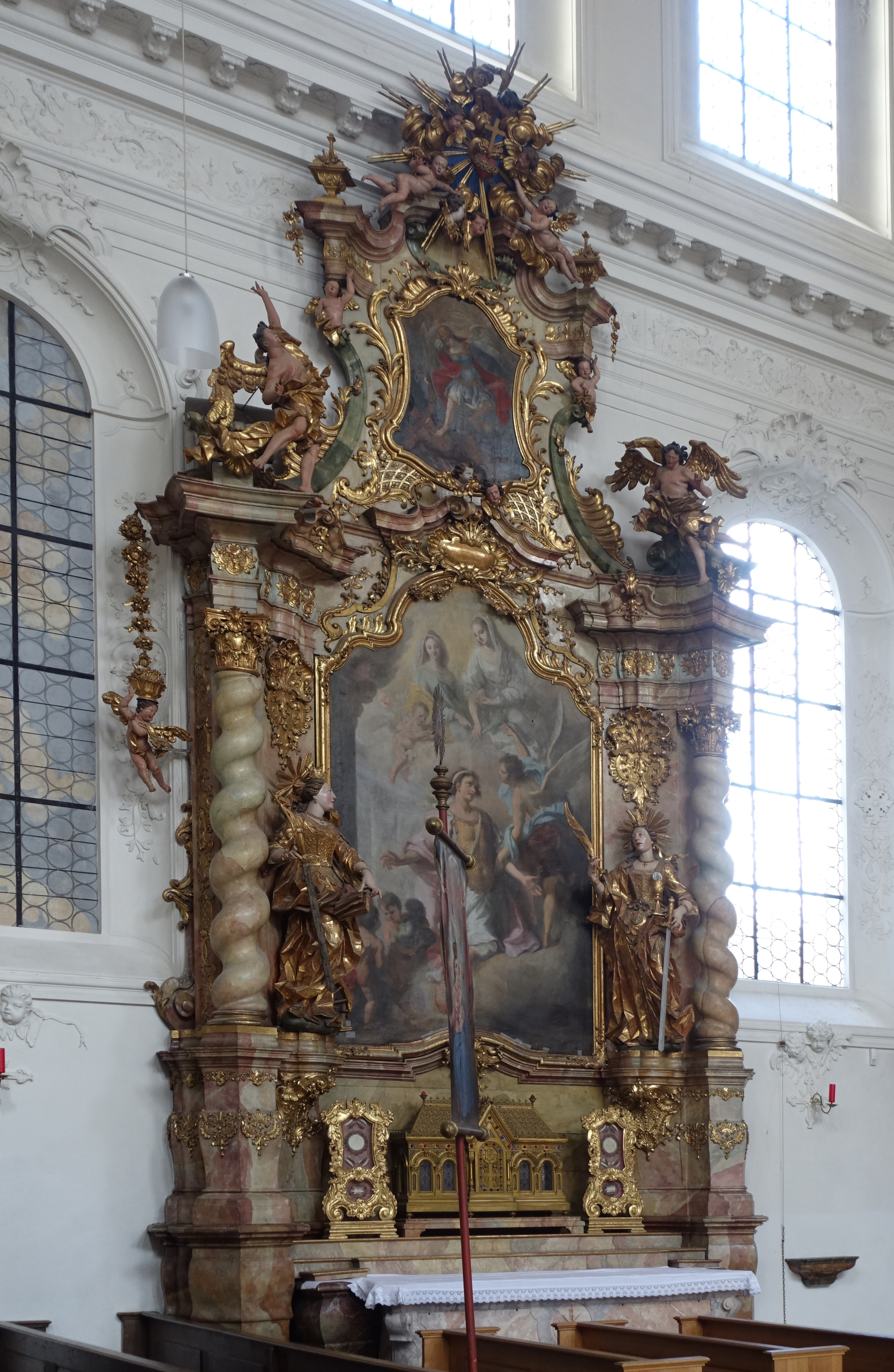
Nördlicher Seitenaltar
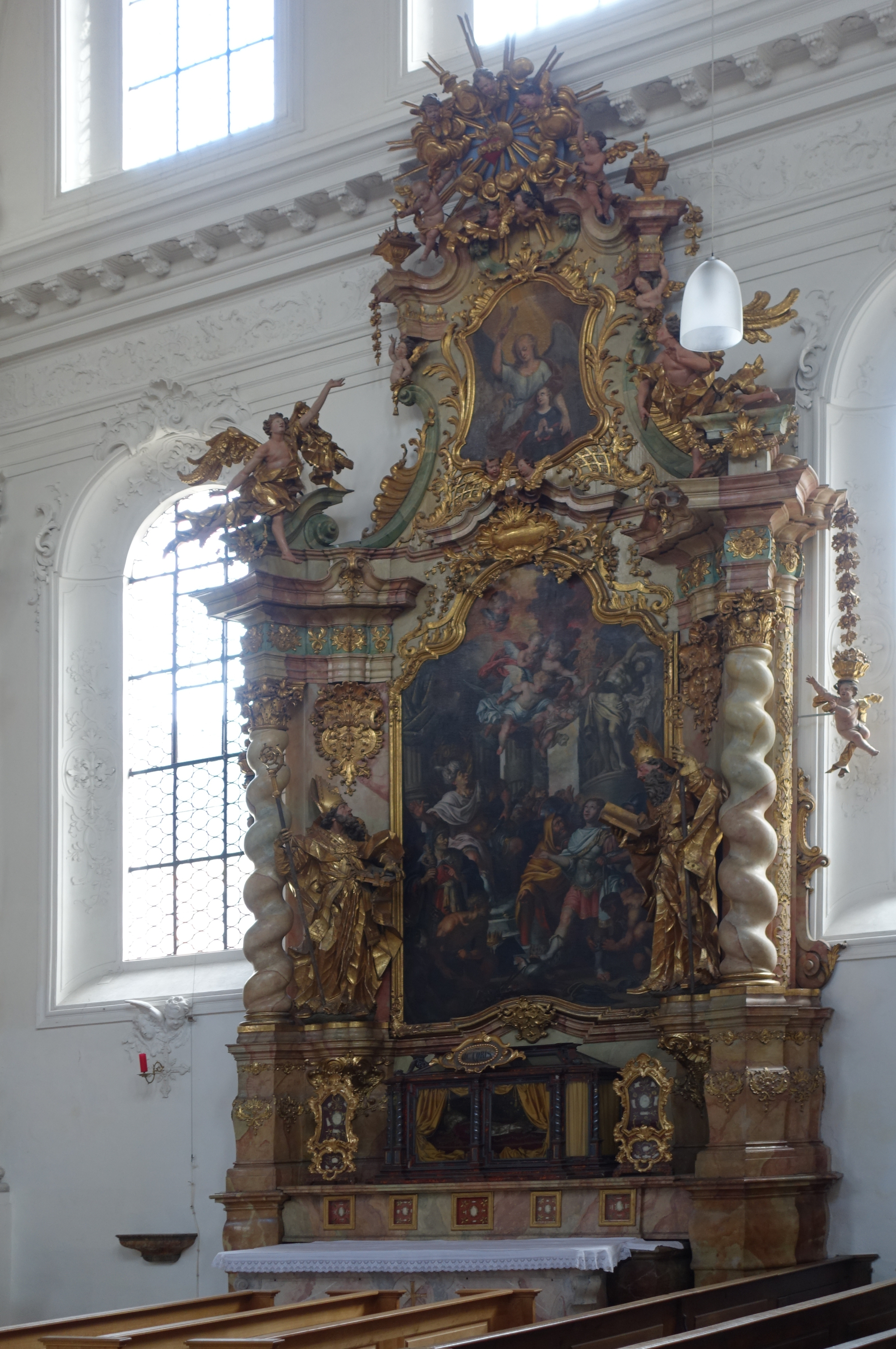
Südlicher Seitenaltar

### Kanzel
Die Kanzel befindet sich am nordöstlichen Eckpfeiler der Vierung. Sie umfasst einen tulpenförmig geschweiften Korpus, der reich mit Frührokoko-Schnitzwerk verziert ist, eine von Voluten flankierte Rückwand und einen geschweiften, stark profilierten Schalldeckel mit einer Figur Johannes’ des Täufers in bewegter Pose, die von Wenzeslaus Jorhan geschnitzt wurde. Mit seiner Geste zeigt Johannes der Täufer genau in Richtung des goldenen Fensters hinter dem Hochaltar. Der Entwurf der Kanzel stammt wohl von Johann Baptist Zimmermann.

### Wittelsbacher Begräbnisstätten
Die Klosterkirche diente seit jeher als Begräbnisstätte der Wittelsbacher. Die Stifterin des Klosters, Herzogin Ludmilla von Bayern, wurde nach ihrem Tod 1240 zunächst in der Afrakapelle bestattet. Im Jahr 1259 wurden ihre Gebeine in die sogenannte Fürstengruft der neu geweihten Klosterkirche übertragen. In der Folge wurde die Kirche zur Begräbnisstätte der meisten Landshuter Wittelsbacher, darunter die Herzöge Friedrich der Weise († 1393,), Heinrich der Reiche († 1450), Ludwig der Reiche († 1479) und Georg der Reiche († 1503) von Bayern-Landshut. Nachdem die Gruft voll war, wurden die Wittelsbacher in Einzelgräbern unter dem Boden der Klosterkirche beigesetzt. Insgesamt wurden in der Kirche im Laufe der Jahrhunderte 42 Fürstenpersonen bestattet. Vermutlich wurden die Gruft und die Einzelgräber im Dreißigjährigen Krieg ausgeraubt und verwüstet. Deswegen wurde beim Umbau der Klosterkirche 1732 lediglich ein bleierner Kindersarg gefunden. Bei der letzten Öffnung der Gruft im Jahr 1870 stellte man fest, dass sie leer ist.
Heute tritt nur noch das Grab des Herzogs Ludwig X. († 1545), des Erbauers der Landshuter Stadtresidenz, in Erscheinung. Die Grabplatte ist im Bereich der Vierung in den Boden eingelassen. Sie wurde ursprünglich von dem Renaissance-Bildhauer Loy Hering geschaffen und zeigt Ludwig X. als typischen Renaissance-Fürsten.
Die Grabplatte war ursprünglich die Deckplatte einer steinernen Tumba, die 1632 im Schwedenkrieg schwer beschädigt wurde. Im Zuge des Kirchenumbaus wurde die Tumba 1732 abgetragen. Nur die Deckplatte blieb erhalten, sie wurde mit einem niedrigen, schmiedeeisernen Gitter im zeittypischen Stil umgeben. Die Platte selbst ist aus Solnhofener Kalkstein gemeißelt und mit einem gekehlten Rahmen aus rotem Marmor umgeben. Sie ist 2,10 Meter lang und 1,07 Meter breit. Darauf ist der Herzog im Hochrelief innerhalb einer flachen, rundbogigen Blende dargestellt. Er trägt eine Brokatschaube und eine tellerartige Mütze. In den Zwickeln über der Blende sind zwei Rotmarmorscheiben eingelassen.
Zu Füßen der Platte steht eine niedrige Wand aus Solnhofener Kalkstein, die aus der Zeit um 1640/50 datiert. Vermutlich wurde sie als Ersatz für eine beschädigte Tumbawand geschaffen. Sie wird von einer Kartusche mit dem pfalzbayerischen Wappen bekrönt. Die Stirnseite der Wand enthält eine inkrustierte Rotmarmorplatte mit der Inschrift: BEGREBNVS DEREN AVS DEN DVRCHLEICHTIGSTEN CHVRHAVS BAIRN VERSTORNER ALHIER BEIGESETZTER DVRCHLEICHTIGSTER BERSONEN · R · I · P.

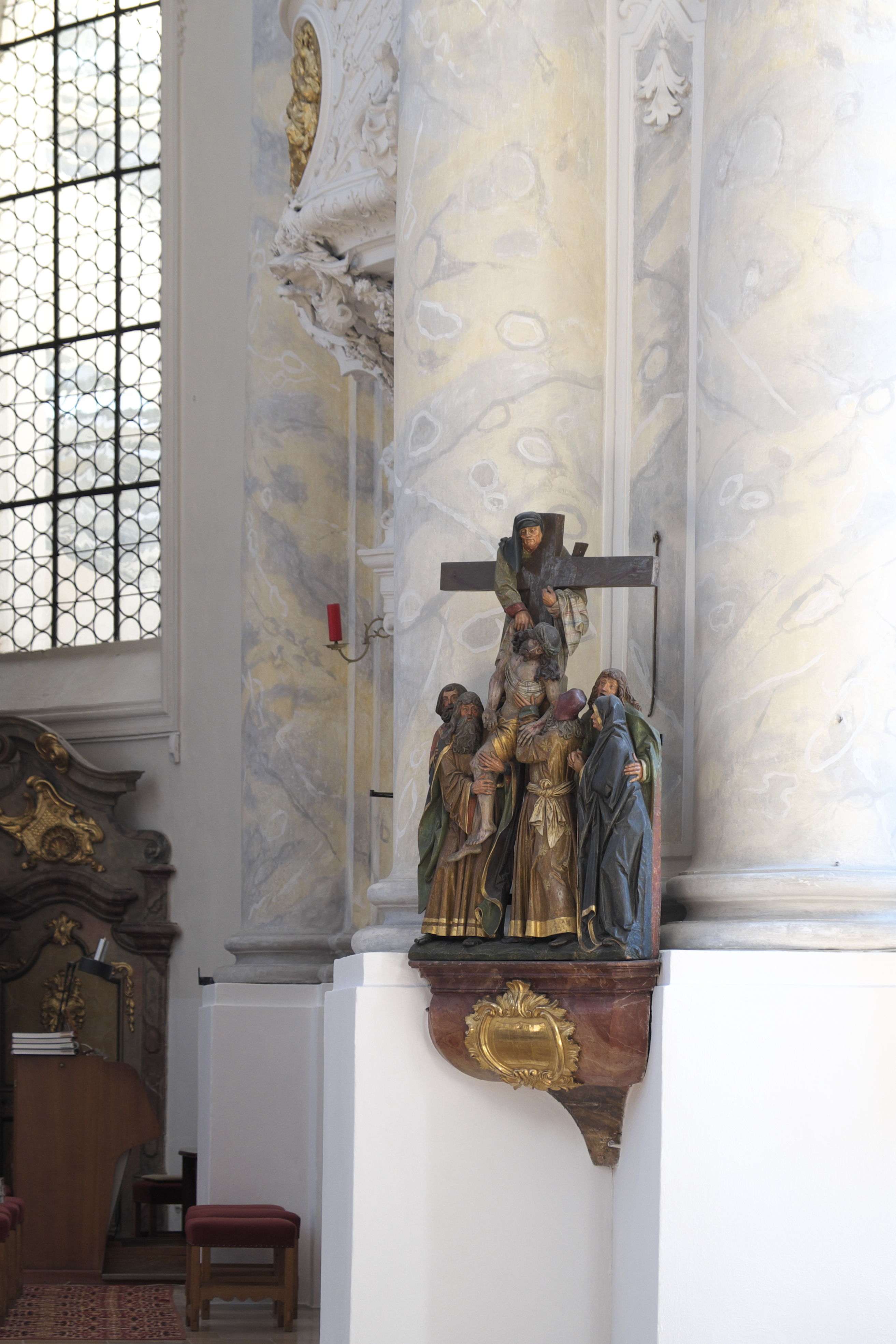
Spätgotisches Holzrelief der Kreuzabnahme Christi (um 1510)

### Übrige Ausstattung
- An der Südostecke der Vierung befindet sich ein spätgotisches Holzrelief aus der Zeit um 1510, das die Kreuzabnahme Christi darstellt. Es wurde um 1900 neu gefasst. Es schmückte früher den Altar, der westlich der Fürstentumba in der damals noch einschiffigen Kirche stand.[6][8]
- Am südwestlichen Eckpfeiler der Vierung befindet sich eine spätgotische Pietà. Diese wurde um 1420 aus Stein gehauen und gefasst. Maria sitzt auf einer Bank, in ihrem Schoß der Leichnam Christi – eine zur Entstehungszeit häufiger anzutreffende Darstellung. Die Füße Christi und der rechte Teil des Sockels sind nicht original erhalten; sie wurden später ergänzt.[6][8]
- Am nordwestlichen Eckpfeiler der Vierung befindet sich eine barocke Kopie der Skulptur Christus in der Rast von Hans Leinberger. Das Original befindet sich in der Kirche Alt-St. Nikola in Landshut.
- Der Nonnenchor besitzt eine qualitätvoll geschnitzte, durchbrochen gearbeitete Holzbrüstung im Stile des frühen Rokoko. Einen ähnlichen Stil weisen die Holzgitter auf, die die Oratorien abschließen. Es handelt sich hierbei wohl um Arbeiten des Fraters Kaspar Grießemann nach Entwürfen von Johann Baptist Zimmermann.[8]
- Die Kirchentüren sind mit Bandwerk-Schnitzereien verziert. Darüber sind geschmiedete Oberlichtgitter angeordnet.[8]

### Orgel
Die Orgel der Klosterkirche wurde 1937 von Michael Weise aus Plattling erbaut und zuletzt 2022 von der Firma Orgelbau Mühleisen aus Leonberg restauriert. Sie ist auf einer Empore oberhalb des Nonnenchors untergebracht und vom Kirchenschiff aus nicht einsehbar.
Das Kegelladeninstrument mit elektropneumatischen Spiel- und Registertrakturen umfasst 30 klingende Register auf zwei Manualen und Pedal. Es ist in einem Freipfeifenprospekt untergebracht. Neben dem Spieltisch auf der Empore existieren ein zusätzlicher zweimanualiger Spieltisch im Chorraum der Kirche, der 2022 um eine Setzeranlage ergänzt wurde, sowie ein pneumatischer Notspieltisch, von dem aus, zum Beispiel bei einem Stromausfall, das I. Manual angesteuert werden kann. Letzterer ermöglicht außerdem das vierhändige Spielen auf zwei Spieltischen. Die Disposition lautet wie folgt:
| I Hauptwerk C–g3 |                |        |
| 01.              | Rohrflöte      | 16′    |
| 02.              | Prinzipal      | 08′    |
| 03.              | Flöte          | 08′    |
| 04.              | Rohr-Gedeckt   | 08′    |
| 05.              | Dulciana       | 08′    |
| 06.              | Oktav          | 04′    |
| 07.              | Klein-Gedeckt0 | 04′    |
| 08.              | Oktav          | 02′    |
| 09.              | Mixtur V       | 01 ⁄3′ |
| 10.              | Oboe           | 08′    |

| II Schwellwerk C–g3 |                    |        |            |
| 11.                 | Geigen-Prinzipal   | 08′    |            |
| 12.                 | Liebl. Gedeckt0    | 08′    |            |
| 13.                 | Quintatön          | 08′    |            |
| 14.                 | Salizional         | 08′    |            |
| 15.                 | Vox celestis       | 08′    | [ Anm. 1 ] |
| 16.                 | Italien. Principal | 04′    |            |
| 17.                 | Travers-Flöte      | 04′    |            |
| 18.                 | Rohrquint          | 02 ⁄3′ |            |
| 19.                 | Schwiegel          | 02′    |            |
| 20.                 | Blockflöte         | 01′    |            |
| 21.                 | Cymbel III-IV      |        |            |
| 22.                 | Tuba magna         | 16'    |            |
| 23.                 | Trompete           | 08′    |            |
| 24.                 | Clairon            | 04′    |            |
|                     | Tremulant          |        |            |

| Pedal C–f1 |               |      |            |
| 25.        | Violon-Bass 0 | 16′  |            |
| 26.        | Subbass       | 16′  |            |
|            | Zartbass      | 16′0 | [ Anm. 2 ] |
| 27.        | Oktavbas      | 08′  |            |
| 28.        | Choralbass    | 04′  |            |
| 29.        | Nachthorn     | 04′  |            |
| 30.        | Posaune       | 16′  |            |

- Koppeln: II/I, II/P, I/P, Super II/I (bis g4)
- Spielhilfen: eine freie Kombination, feste Kombinationen (Mezzoforte, Tutti), Zungen ab, Zungenchor, Automatikpedal

Anmerkungen
1. ↑  schaltet Salizional 8′ mit ein
2. ↑  Windabschwächung aus Subbass 16′

## Nonnenchor
Der Nonnenchor ist für Kirchenbesucher nicht einsehbar und nur vom Kloster aus zugänglich. Das Portal auf der Westseite ist mit Knorpelwerk verziert und entstand um die Mitte des 17. Jahrhunderts. Charakteristisch sind die Hermenpilaster. Im Aufsatz befindet sich eine Engelsfigur mit Palmwedel, die von Giebelschenkeln flankiert ist.
Das auf der Nord- und Südseite jeweils zweireihig angeordnete Chorgestühl ist barock und wird aufgrund stilistischer Merkmale in die Zeit um 1715/20 datiert. Die Rückwand ist durch gebrochene Felder gegliedert. Die Wangen weisen Akanthus-Schnitzwerk mit gerieften Bändern auf. Der Choraltar, der von unten nicht einsehbar ist, enthält ein spätgotisches Lebensbaum-Kreuz, das durch Figuren der Mutter Gottes und des „Lieblingsjüngers“ Johannes zur Kreuzigungsgruppe erweitert wird, sowie Plastiken der zwölf Apostel, wobei jeweils die Hälfte der Figuren links und rechts der Kreuzigungsgruppe angeordnet ist.

## Agatha-Kapelle
Die Agatha-Kapelle ist der zur Klausur gehörende Raum unterhalb der Nonnenchores an der Westseite der Klosterkirche. Er dient dem stillen Gebet der Ordensschwestern und ist nur vom Kloster aus zugänglich. Der Raum ist flach gedeckt und schmucklos. Westlich springen der Unterbau des Turmes, eine Treppe zum Nonnenchor und eine sogenannte Heilige Stiege ein. In der Kapelle befindet sich eine weitere gotische Pietà aus Stein mit Spuren alter Bemalung. Die rund 1,20 Meter hohe Figurengruppe dürfte um die Mitte des 14. Jahrhunderts entstanden. Die Christusfigur wurde in der Barockzeit neu gefasst und mit vielen stuckierten Wunden versehen.

## Preysing-Kapelle
Die Preysing-Kapelle befindet sich gegen Westen in dem südlich an das Langhaus angebauten Gebäudeflügel. Sie entstand beim Umbau 1732/34 durch die Zusammenlegung zweier Begräbniskapellen, die von den Preysing und den Kärgl gestiftet worden waren. Die Preysing-Kapelle wurde bereits 1233 von Adelsgeschlecht gestiftet, das in Altenpreysing, heute Kronwinkl seinen Stammsitz hatte. Das westlich an die heutige Preysing-Kapelle anstoßende Treppenhaus gehörte ursprünglich zur Kärgl-Kapelle, da sich dort zwei zugehörige Grabsteine befinden. 1626 wurde die Preysing-Kapelle renoviert, wie aus den Klosterannalen hervorgeht. Bis zum Umbau 1732/34 war sie höher als heute. Der Kapellenraum ist flach gedeckt und umfasst drei Fensterachsen. Zum Langhaus hin öffnet er sich mittels zweier Rundbogenarkaden. Die Kapelle wurde im Zuge des Umbaus von Johann Baptist Zimmermann stuckiert. Die Decke enthält drei leere Medaillonfelder, die von Frührokoko-Dekor umrahmt werden. Die Fenster befinden sich in Konchen, die mit stuckiertem Muschel- und Blattwerk verziert sind.

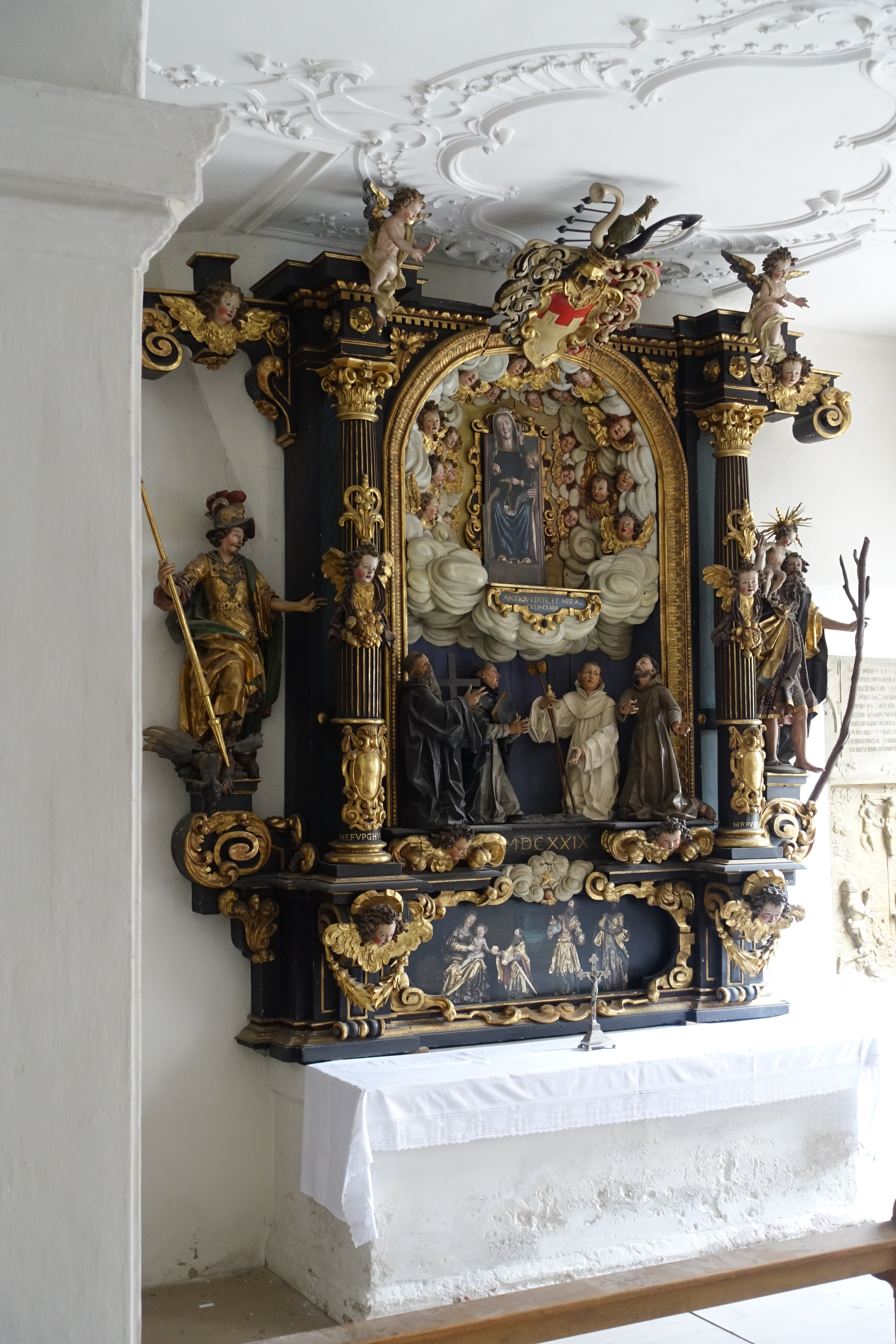
Spätrenaissance-Altar (1629) an der Ostseite der Preysing-Kapelle

### Altäre
Der Altar an der Ostseite der Preysing-Kapelle ist im Spätrenaissance-Stil ausgeführt und trägt die Jahreszahl MDCXXIX (1629). Aufgrund der heute geringeren Deckenhöhe fehlt der Auszug. Der Altar ist in Schwarz und Gold gefasst, die Figuren in Gold und Silber. Der Altaraufbau wird von zwei kannelierten, mit Engelsköpfchen besetzten Säulen getragen, die ein Rahmenfeld flankieren. Im oberen Teil befindet sich eine sitzende Marienfigur mit dem bekleideten Jesuskind, die sogenannte „Preysing-Madonna“ aus der Zeit um 1300. Sie ist deutlich von den mariologischen Gedanken des heiligen Bernhard beeinflusst. Maria ist als Mittlerin zwischen den (zu Gott betenden) Menschen und Christus dargestellt, ihr Gestus drückt Gnade mit den Betenden aus. Das Kind scheint die Gewährung der Fürbitte Mariens auszusprechen. Die Marienfigur besitzt noch ihre ursprüngliche Fassung. Die Heilige trägt ein rotes Gewand sowie einen weißen Mantel mit Goldsaum und dunkelrotem Futter, das Jesuskind ein dunkelrotes Gewand. Zu Füßen der rund 60 Zentimeter hohen Figur befindet sich die Inschrift ANTIQVITATE ET MIRACVLIS CLARA. Sie ist von einer Wolkengloriole mit zahlreichen Engelsköpfchen umgeben. Im unteren Teil des Rahmenfeldes befinden sich Figuren des heiligen Bernhard und der Ordensgründer Benedikt, Franziskus und Dominikus. Seitlich der Säulen stehen zwei weitere Figuren der Heiligen Georg (links) und Christophorus (rechts) unter Volutenbaldachinen. Diese wurden von Hans Dreismich, einem Schüler des Weilheimer Bildhauers Hans Degler, geschaffen. In einer Nische in der Predella befindet sich eine weitere Figurengruppe, die die Anbetung der Heiligen Drei Könige zeigt. Wegen des fehlenden Auszugs bildet heute das Wappen der Preysing den oberen Abschluss des Altares. An den beiden Säulen befinden sich die Wappen der beiden Frauen des Stifters. Diese sind mit MEFVPGHVVZG (Maria Elisabeth Freifrau von Preysing geb. Herrin von und zu Gumppenberg) und MRFVPGAVT (Maria R. Freifrau von Preysing geb. Auer von Tobel) bezeichnet.

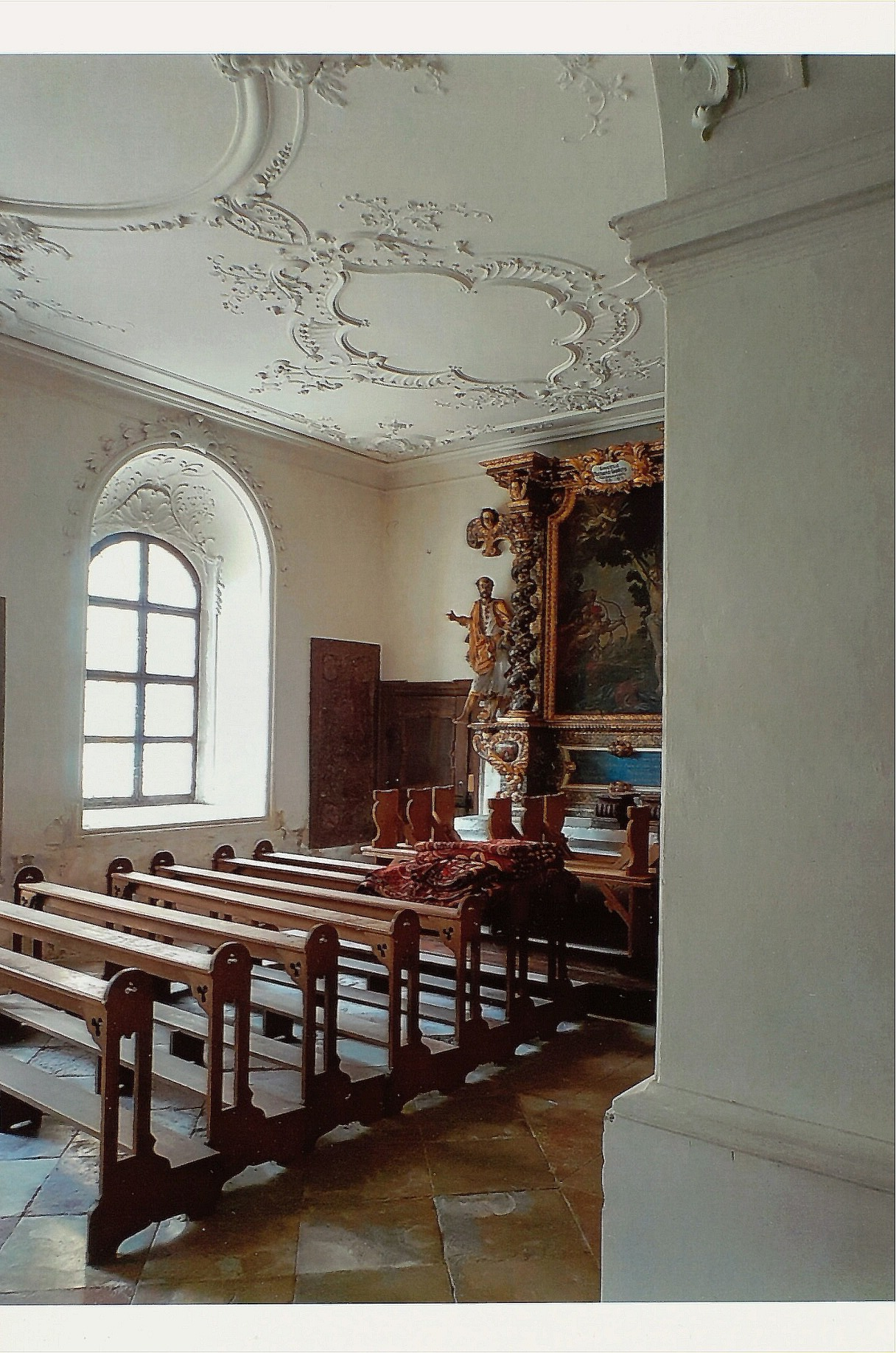
Preysing-Kapelle gegen Westen

Der Altar an der Westseite gehört der Zeit um 1630/50 an. Auch hier fehlt der Auszug, den oberen Abschluss bildet stattdessen ein Konsolengesims. Der Aufbau umfasst zwei gewundene, mit Weinreben verzierte Säulen. Die Seitenfiguren unter Volutenbaldachinen stellen die „Apostelfürsten“ Petrus und Paulus dar. Das Altarblatt zeigt das Martyrium des heiligen Sebastian. Es ist eine Kopie nach dem Original des Hans von Aachen (1589) in der Münchner Jesuitenkirche. An den Säulenfüßen befinden sich das Klosterwappen mit der Inschrift 16 CS 93 und ein Wappen mit der Beischrift J · A · R · A · J · S, beide nachträglich ergänzt. Auch an der Predella wurden nachträglich Veränderungen vorgenommen. Beide Altäre der Preysing-Kapelle sind über mittelalterlichen Stipites errichtet, die zur Errichtung der heutigen Altäre verbreitert wurden.

### Grabdenkmäler
An den Wänden und im Pflaster sind mehrere Epitaphien im Stile der Spätgotik und der Renaissance für Angehörige der bayerischen Adelsgeschlechter Preysing und Kärgl angebracht.
An der Ostwand befinden sich folgende Grabsteine:
- Direkt neben dem Preysing-Altar befindet sich ein Kalkstein-Epitaph zu Ehren von Michael von Preysing († 1544) und seiner Gattin Martha († 1565). Die Kalksteinplatte trägt oben eine Inschrift in Rollwerk, darunter ist die vor dem Kruzifix betende Familie der Verstorbenen im Relief dargestellt.
- Rechts daneben ist ein weitaus kleineres Kalkstein-Epitaph angeordnet, das in das späte 16. oder frühe 17. Jahrhundert datiert wird. Es trägt eine Reliefdarstellung einer adligen Familie mit vier Söhnen und vier Töchtern, die wahrscheinlich dem Geschlecht der Preysing angehört. Inschrift und Wappen fehlen.

An der südlichen Innenwand befinden sich weitere vier Epitaphien:
- Das östlichste Epitaph ist Beniga von Preysing († 1620) gewidmet. Die querrechteckige Grabplatte aus Rotmarmor enthält drei Ovalfelder. Das mittlere trägt eine Inschrift, die beiden äußeren große Wappen.
- Die nächste Grabplatte ist Onophrius von Preysing († 1590) und seiner Gattin Genovefa gewidmet. Das Rotmarmor-Epitaph zeigt ein Relief der Krönung Mariens, darunter die betende Familie. Im unteren Teil der Platte befindet sich eine Inschrift in Rollwerk.
- Ein weiteres Rotmarmor-Epitaph enthält eine Umschrift in gotischen Minuskeln zu Ehren von Reichart Kärgl († 1477). Diese umrahmt ein Feld mit einem Wappen, dessen Helmzier in vergoldetem Kupfer eingesetzt ist.
- Der letzte Grabplatte an der Südwand ist Hans Kärgl († 1463) und dessen Sohn Urban Kärgl († 1495) gewidmet. Wiederum umrahmt eine Umschrift in gotischen Minuskeln ein Feld, in dem sich ein großes Wappen der Kärgl befindet. An den Ecken sind die Wappen von vier Ahnen der Verstorbenen zu sehen.

An der nördlichen Innenwand sind ebenfalls vier Grabsteine angebracht:
- Das Kalkstein-Epitaph zu Ehren von Hans Georg Fatiga von Krainburg († 1624) ist unten mit drei Wappen verziert.
- Eine Rotmarmor-Grabplatte mit großem Ehewappen ist Tibolt Reihcker († 1463) und seiner Margareta († 1454). Über der Helmzier befindet sich ein Spruchband mit der Aufschrift o maria hilf, unter dem Ehewappen die Wappen von vier Ahnen.
- Das Rotmarmor-Epitaph zu Ehren von Karl Kärgl († 1495) enthält wiederum eine Umschrift in gotischen Minuskeln, die ein großes Kärgl-Wappen umrahmt. Die Arbeit wird dem Burghauser Steinmetz Franz Sickinger zugeschrieben.[2]
- Ein weiteres Rotmarmor-Epitaph ist Maria Katharina von Preysing († 1617) gewidmet, die bereits im siebten Lebensjahr verstarb. Über einer Kartusche mit der Inschrift befinden sich die Wappen ihrer Eltern.

Im Pflaster befinden sich drei weitere Epitaphien:
- Eine Grabplatte aus grauem Sandstein, die in die Mitte des 15. Jahrhunderts datiert wird, ist einem Konrad von Pfettrach († 1297) gewidmet. Sie ist mit einem schön gearbeiteten Familienwappen verziert.
- Das stark abgetretene Rotmarmor-Epitaph zu Ehren von Philipp von Preysing von Preysing († 1549) und seiner Gattin Anna zeigt im Relief die beiden Eheleute betend vor dem Kruzifix, das in einer Rundbogenblende angeordnet ist. In den Zwickeln neben dem Bogen befinden sich inkrustierte Rundplättchen aus Solnhofener Kalkstein. Im unteren Teil des Epitaphs ist eine Inschrift angeordnet.
- Der Grabstein für den Seligenthaler Hofrichter Johann Alexander Kopp († 1702) ist aus Kalkstein gehauen. Im unteren Teil befindet sich ein Relief, das den Verstorbenen kniend vor einem Altar darstellt, auf dem das Lamm Gottes liegt.

Zwei zur früheren Kärgl-Kapelle gehörende Grabsteine befinden sich seit dem Umbau 1732/34 im Treppenhaus westlich des heutigen Kapellenraums:
- Das Kalkstein-Epitaph für Martin Ecker († 1553) zeigt die originelle Darstellung eines vom tödlichen Pfeil getroffenen Ritters. Dieser sinkt zusammen, während ihm der Tod eine abgelaufene Sanduhr zeigt. Zwischen den beiden ist ein schlafender Putto als weiteres Symbol des Todes angeordnet. Im unteren Teil der Grabplatte befinden sich das Familienwappen, eine Inschrift und eine Ahnenprobe.
- Der Grabstein zu Ehren von Georg Kärgl († 1527) ist heute teilweise durch das Stiegengewölbe verdeckt. Das Renaissance-Epitaph ist im Schrägsturz geschlossen. Er stellt den Verstorbenen als Ritter auf einem Hund stehend dar. Das Epitaph wird dem Landshuter Bildschnitzer Stefan Rottaler zugeschrieben.[2]